# Leli Micallef
Leli Micallef (21 agosto 1945) è un ex calciatore maltese, di ruolo difensore.

## Carriera

### Nazionale
Ha collezionato sette presenze con la propria Nazionale.